# 滝井繁男
滝井 繁男（たきい しげお、1936年（昭和11年）10月31日 - 2015年（平成27年）2月28日）は、日本の弁護士。2002年から2006年まで最高裁判所判事。大阪弁護士会所属。兄は小説家の和久峻三。

## 人物
1961年、京都大学法学部卒業後に司法修習。1963年弁護士登録。法制審議会民訴法部会委員、大阪弁護士会会長、日本弁護士連合会副会長などを歴任。いわゆる人権派弁護士として、大阪空港騒音訴訟や医療過誤訴訟の原告代理人を務めた。また尾上縫の破産管財人を務め、日本興業銀行の責任を追及した。
2002年、最高裁判所判事に就任。グレーゾーン金利判決で、多重債務者を救済し、その後の過払い金返還訴訟によって、サラ金を”殺した”男として知られる。
2008年11月、旭日大綬章を受章。2015年2月28日に急性肺血栓塞栓症のため78歳で死去。叙従三位。

## 職歴
- 最高裁判所判事（第二小法廷、2002年6月11日-2006年10月30日）

## 最高裁での主な担当審理
- チッソ水俣病関西訴訟（2004年）
- JT女性社員逆恨み殺人事件（2004年）
- 国際自由学園事件(2005年)
- 東京都管理職選考試験事件（2005年）
- グレーゾーン金利判決（2006年）
- 東住吉事件（2006年）
  - 当時この事件の裁判長だった滝井は被告人を無罪であると確信していたが、滝井は判決の1ヶ月前に定年退官となり、実際の最高裁判決では滝井の意見が採用されることはなかった[4]。

## 著書
- 『逐条解説 工事請負契約約款』酒井書店、1975年8月。
  - 『逐条解説 工事請負契約約款』（再版）酒井書店、1979年8月。
  - 『逐条解説 工事請負契約約款』（全訂新版）酒井書店、1983年10月。
  - 『逐条解説 工事請負契約約款』（3訂新版）酒井書店、1989年8月。ISBN 9784782200612。
  - 『逐条解説 工事請負契約約款』（4訂新版）酒井書店、1994年1月。ISBN 9784782202449。
  - 『逐条解説 工事請負契約約款』（5訂新版）酒井書店、1998年11月。ISBN 9784782202883。
- 『建設工事契約の法律実務』清文社〈建設業法律実務選書 1〉、1981年10月。ISBN 9784792045111。
- 『建設請負契約判例解説』清文社〈建設業法律実務選書 2〉、1982年3月。ISBN 9784792045227。
- 『よくわかる建設工事契約の要点――判例に学ぶ建設業の契約実務』清文社〈建設マン養成シリーズ〉、1983年11月。ISBN 9784792048730。
- 『建設工事契約』ぎょうせい〈実務法律選書〉、1991年1月。ISBN 9784324025437。
- 滝井繁男・田原睦夫・清水正憲共編 編『論点新民事訴訟法』判例タイムズ社、1998年6月。ISBN 9784891860714。
- 『最高裁判所は変わったか――一裁判官の自己検証』岩波書店、2009年7月。ISBN 9784000230278。

## 追悼論集
- 佐藤幸治・泉徳治編 編『行政訴訟の活発化と国民の権利重視の行政へ 滝井繁男先生追悼論集』日本評論社、2017年7月。ISBN 9784535522169。